# Bundestagswahl 1965
- SPD: 217
- CDU/CSU: 251
- FDP: 50

- Regierung: 301
(CDU/CSU, FDP)
- Opposition: 217

- Regierung: 468
(CDU/CSU, SPD)
- Opposition: 50

Die Bundestagswahl 1965 fand am 19. September 1965 statt. Bei der Wahl zum 5. Deutschen Bundestag trat erstmals Ludwig Erhard als Spitzenkandidat der Unionsparteien an.
Nach der Wahl schlossen CDU/CSU und FDP eine Koalition (wie schon im Kabinett Adenauer IV und im Kabinett Erhard I) und wählten Erhard zum Kanzler. Dieser bildete das Kabinett Erhard II.

## Hintergrund
Erhard war 1963 während der laufenden Legislaturperiode als Nachfolger von Konrad Adenauer zum Bundeskanzler gewählt worden. Für die SPD trat erneut der SPD-Vorsitzende, der Regierende Bürgermeister von Berlin Willy Brandt, an.
CDU und CSU erhielten unverändert 251 Bundestagsmandate, die SPD erhielt sieben Mandate mehr als zuvor und die FDP verlor 17 ihrer bis dahin 67 Mandate.
Im Wahlkreis 135 Obertaunuskreis wurde wegen des Todes eines Wahlkreiskandidaten erst am 3. Oktober 1965 gewählt.

## Amtliches Endergebnis
| Listen                       | Listen                                            | Erststimmen | Erststimmen | Erststimmen | Erststimmen | Zweitstimmen | Zweitstimmen | Zweitstimmen | Zweitstimmen | Mandate | Mandate | Berliner Abg. |
| Listen                       | Listen                                            | Stimmen     | %           | +/-         | Mandate     | Stimmen      | %            | +/-          | Mandate      | Anzahl  | +/-     | Berliner Abg. |
| ---------------------------- | ------------------------------------------------- | ----------- | ----------- | ----------- | ----------- | ------------ | ------------ | ------------ | ------------ | ------- | ------- | ------------- |
|                              | Sozialdemokratische Partei Deutschlands (SPD)     | 12.998.474  | 40,1        | +3,6        | 94          | 12.813.186   | 39,3         | +3,1         | 108          | 202     | +12     | 15            |
|                              | Christlich Demokratische Union Deutschlands (CDU) | 12.631.319  | 38,9        | +2,6        | 118         | 12.387.562   | 38,0         | +2,2         | 78           | 196     | +4      | 6             |
|                              | Christlich-Soziale Union in Bayern (CSU)          | 3.204.648   | 9,9         | +0,2        | 36          | 3.136.506    | 9,6          | +0,1         | 13           | 49      | +1      | –             |
|                              | Freie Demokratische Partei (FDP)                  | 2.562.294   | 7,9         | –4,2        | –           | 3.096.739    | 9,5          | –3,3         | 49           | 49      | –18     | 1             |
|                              | Nationaldemokratische Partei Deutschlands (NPD)   | 587.216     | 1,8         | N/A         | –           | 664.193      | 2,0          | N/A          | –            | –       | –       | –             |
|                              | Deutsche Friedensunion (DFU)                      | 386.900     | 1,2         | –0,6        | –           | 434.182      | 1,3          | –0,6         | –            | –       | –       | –             |
|                              | Aktionsgemeinschaft Unabhängiger Deutscher (AUD)  | 46.146      | 0,1         | N/A         | –           | 52.637       | 0,2          | N/A          | –            | –       | –       | –             |
|                              | Christliche Volkspartei (CVP)                     | 11.978      | 0,0         | N/A         | –           | 19.832       | 0,1          | N/A          | –            | –       | –       | –             |
|                              | Freisoziale Union (FSU)                           | 6.287       | 0,0         | N/A         | –           | 10.631       | 0,0          | N/A          | –            | –       | –       | –             |
|                              | Unabhängige Arbeiter-Partei (UAP)                 | 1.127       | 0,0         | N/A         | –           | 3.959        | 0,0          | N/A          | –            | –       | –       | –             |
|                              | Europäische Föderalistische Partei (EFP)          | –           | –           | N/A         | –           | 1.015        | 0,0          | N/A          | –            | –       | –       | –             |
|                              | Wählergruppen/Einzelbewerber                      | 660         | 0,0         | –0,0        | –           | –            | –            | –            | –            | –       | –       | –             |
| Gesamt                       | Gesamt                                            | 32.437.049  | 100         |             | 248         | 32.620.442   | 100          |              | 248          | 496     | –3      | 22            |
|                              |                                                   |             |             |             |             |              |              |              |              |         |         |               |
| Ungültige Stimmen            | Ungültige Stimmen                                 | 979.158     | 2,9         | +0,4        |             | 795.765      | 2,4          | –1,6         |              |         |         |               |
| Wähler                       | Wähler                                            | 33.416.207  | 86,8        | –1,0        |             | 33.416.207   | 86,8         | –1,0         |              |         |         |               |
| Wahlberechtigte              | Wahlberechtigte                                   | 38.510.395  |             |             |             | 38.510.395   |              |              |              |         |         |               |
|                              |                                                   |             |             |             |             |              |              |              |              |         |         |               |
| Quelle: Der Bundeswahlleiter |                                                   |             |             |             |             |              |              |              |              |         |         |               |

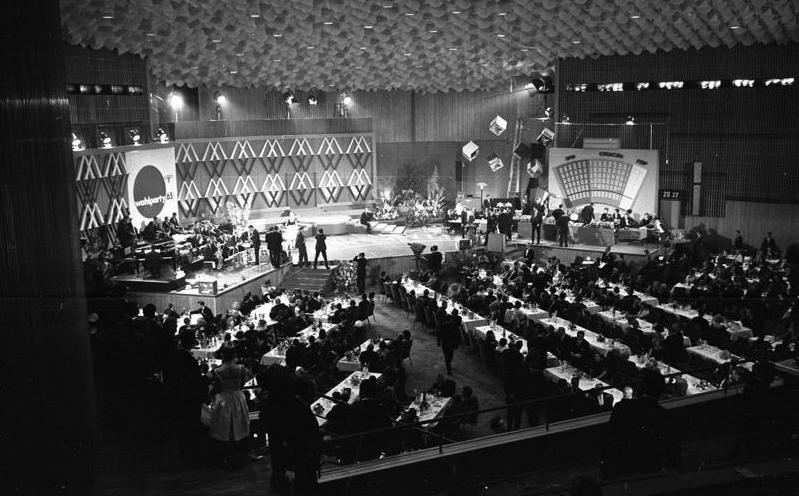
Wahlparty in der Bonner Beethovenhalle
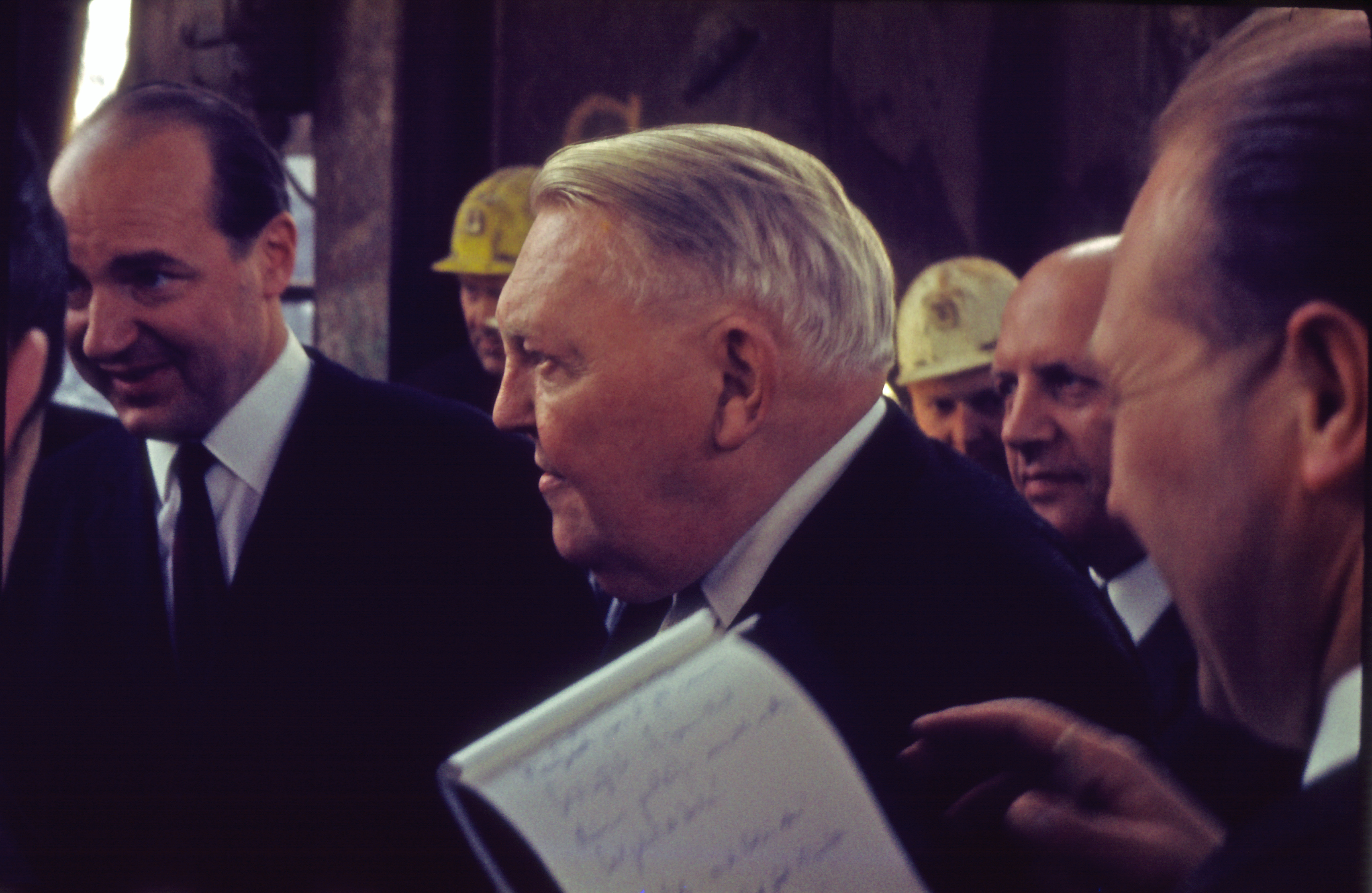
Ludwig Erhard (1965)
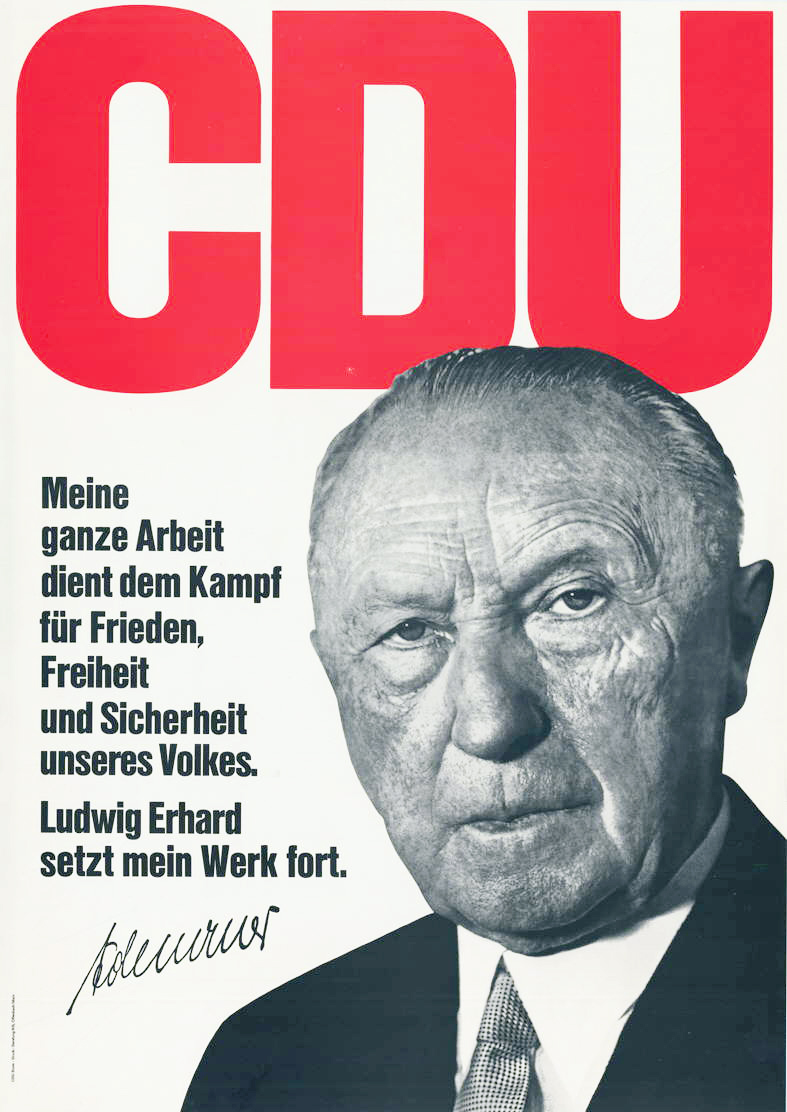
Wahlplakat der CDU

### Ergebnisse in den Ländern

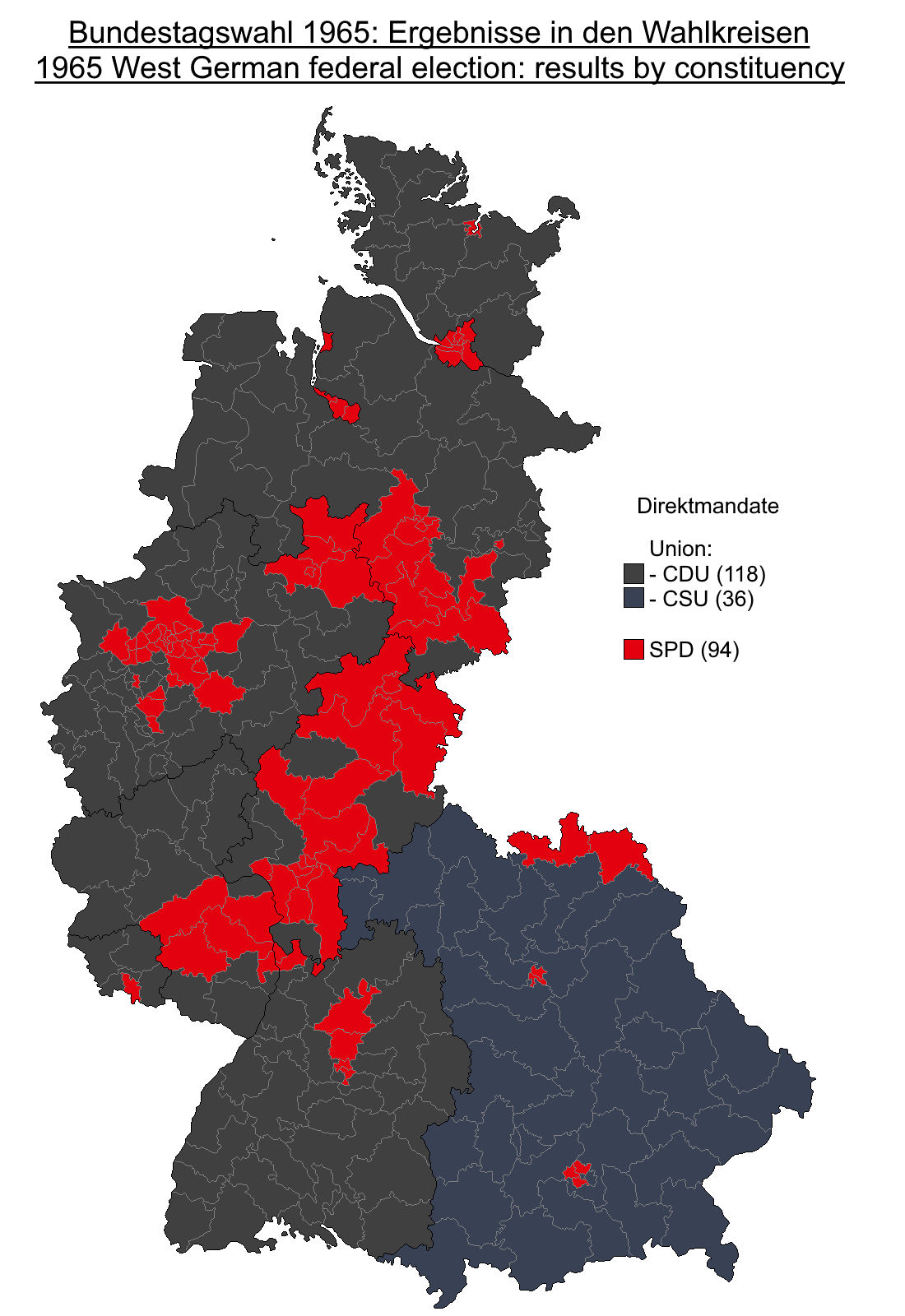
Erststimmenmehrheiten in den Wahlkreisen:
SPD
CDU/CSU

| Bundesland          | Wahl- berechtigte | Wähler    | Wahl- beteiligung | CDU/CSU | CDU/CSU | SPD  | SPD   | FDP  | FDP   | NPD  | NPD   | DFU  | DFU   |
| Bundesland          | Wahl- berechtigte | Wähler    | Wahl- beteiligung | Erst    | Zweit   | Erst | Zweit | Erst | Zweit | Erst | Zweit | Erst | Zweit |
| ------------------- | ----------------- | --------- | ----------------- | ------- | ------- | ---- | ----- | ---- | ----- | ---- | ----- | ---- | ----- |
| Baden-Württemberg   | 05.425.126        | 4.598.715 | 84,8              | 50,9    | 49,9    | 33,9 | 33,0  | 11,6 | 13,1  | 1,9  | 2,2   | 1,4  | 1,6   |
| Bayern              | 06.752.276        | 5.803.004 | 85,9              | 56,8    | 55,6    | 33,9 | 33,1  | 05,7 | 07,3  | 2,4  | 2,7   | 0,9  | 1,1   |
| Bremen              | 00.525.730        | 0.452.799 | 86,1              | 34,9    | 34,0    | 49,6 | 48,5  | 10,4 | 11,7  | 2,5  | 2,7   | 2,5  | 2,7   |
| Hamburg             | 01.392.994        | 1.202.934 | 86,4              | 38,3    | 37,6    | 49,6 | 48,3  | 07,8 | 09,4  | 1,6  | 1,8   | 2,5  | 2,7   |
| Hessen              | 03.516.041        | 3.073.037 | 87,4              | 38,9    | 37,8    | 46,9 | 45,7  | 10,4 | 12,0  | 2,2  | 2,5   | 1,6  | 1,8   |
| Niedersachsen       | 04.748.325        | 4.145.849 | 87,3              | 47,6    | 45,8    | 40,5 | 39,8  | 08,9 | 10,9  | 2,2  | 2,5   | 0,7  | 0,8   |
| Nordrhein-Westfalen | 11.322.627        | 9.920.068 | 87,6              | 48,2    | 47,1    | 43,3 | 42,6  | 06,2 | 07,6  | 1,0  | 1,1   | 1,2  | 1,3   |
| Rheinland-Pfalz     | 02.403.771        | 2.114.311 | 88,0              | 50,1    | 49,3    | 37,7 | 36,7  | 08,9 | 10,2  | 2,2  | 2,5   | 1,1  | 1,2   |
| Saarland            | 00.736.239        | 0.656.496 | 89,2              | 48,0    | 46,8    | 40,0 | 39,8  | 07,4 | 08,6  | 1,7  | 1,8   | 1,4  | 1,5   |
| Schleswig-Holstein  | 01.687.266        | 1.448.994 | 85,9              | 50,8    | 48,2    | 39,2 | 38,8  | 06,9 | 09,4  | 2,0  | 2,4   | 0,9  | 1,0   |

## Konsequenz
| Mögliche Koalitionen | Sitze |
| -------------------- | ----- |
| Sitze gesamt         | 519   |
| voll stimmberechtigt | 497   |
| Zweidrittel-Mehrheit | 332   |
| CDU/CSU, SPD         | 468   |
| Absolute Mehrheit    | 249   |
| CDU/CSU, FDP         | 301   |
| SPD, FDP             | 267   |

Die Koalition der CDU/CSU und FDP wurde fortgesetzt, das Kabinett Erhard II zerbrach jedoch nach einem Jahr. 1966 stellte sich die zweite wirtschaftliche Rezession ein, die CDU verlor Landtagswahlen, ein dramatischer Autoritätsverlust des Kanzlers Erhard wurde auch bei Verbündeten deutlich. Am 27. Oktober 1966 zog die FDP nach einer Auseinandersetzung über den Bundeshaushalt ihre vier Minister zurück. Daraufhin erklärte Ludwig Erhard eine Minderheitsregierung von CDU/CSU, die aber nur sechs Tage bestand. Erhard blieb bis zu seinem Rücktritt am 30. November 1966 Bundeskanzler. 
Die CDU/CSU-Bundestagsfraktion wählte am 10. November einen neuen Kanzlerkandidaten, den Ministerpräsidenten von Baden-Württemberg Kurt Georg Kiesinger. Seine Verhandlungen mit dem bisherigen Koalitionspartner FDP zwecks erneuter Regierungsbildung scheiterten am 25. November. Stattdessen konnten Kiesinger und der SPD-Vorsitzende Brandt am 26. November die Einigung zu einer großen Koalition vermelden. Diese erste Große Koalition in der Geschichte der Bundesrepublik wählte Kiesinger am 1. Dezember 1966 zum neuen Bundeskanzler, er bildete das Kabinett Kiesinger.
Willy Brandt erklärte „Dieser Wahlkampf hat Wunden hinterlassen.“ Er blieb nach der Wahl zunächst Regierender Bürgermeister von Berlin und verzichtete als SPD-Vorsitzender auf eine etwaige dritte Kanzlerkandidatur für die Bundestagswahl 1969. Dieser Teilrückzug wurde allerdings Ende 1966 obsolet. Mit Bildung der großen Koalition übernahm Brandt das Amt des Außenministers und Vizekanzlers.